# Harry Mortimer
Sir Harry Mortimer O.B.E. (Hebden Bridge, 10 april 1902 – Londen, 24 januari 1992) was een Brits componist, arrangeur, muziekpedagoog, dirigent en kornettist.

## Levensloop
De vader Fred Mortimer (1880-1953) was dirigent van de plaatselijke brassband en gaf zowel aan zijn zoon Harry alsook aan zijn broers Rex en Alex les in solfège en kornet. Later kreeg Harry nog les van de componist William Rimmer (1862–1936). In 1913 vertrok de hele familie naar Luton en Mortimer werd kornetsolist in de Luton (Brass-)Band. Op 14-jarige leeftijd werd hij dirigent van de "Luton Red Cross Junior Band". De Luton (Brass-)Band werd toen ook door zijn vader gedirigeerd. Hij voerde deze band tot een hoog muzikaal peil. In 1923 werd de Luton (Brass-)Band winnaar tijdens de Nationale brassband-kampioenschappen in het Crystal Palace in Londen, een uniek gebeuren, omdat het tot nu door geen andere Zuid-Engelse brassband herhaald werd.
Opnieuw verhuisde de familie, naar Sandbach, waar vader Fred Mortimer dirigent van de bekende "Foden's Motor Works (Brass-)Band" werd. Vanzelfsprekend speelden zijn drie zonen eveneens in deze brassband, Alex (eufonium), Rex (tuba en Harry (kornet). Alle drie broers werden bekende dirigenten in de brassband-wereld. Tijdens 28 wedstrijden tussen 1930 en 1968 werd in 20 concoursen een brassband kampioen, die door een van de drie Mortimer-broers gedirigeerd werd. Vader Fred werd met de "Foden's Motor Works (Brass-)Band" zeven keer, Harry zelfs negenmaal, vooral met de "John Foster Black Dyke Mills Band", Alex drie keer en Rex eenmaal kampioen. Harry werd eveneens met de Fairey FP (Music) Band negen keer winnaar van de "Open Britse brassband-kampioenschappen", waaraan ook bands van buiten Groot-Brittannië konden deelnemen.
Harry Mortimer kon als dirigent van de "Fairey FP (Music) Band", "John Foster Black Dyke Mills Band", "Munn & Felton's Band" (nu: GUS-Brass-Band), "Bickershaw Colliery Band" en de "The Brighouse and Rastrick Brass Band" vele successen vieren. In 1945 werd hij dirigent van de "Morris Concert Band" en kon ook daarmee talrijke successen tijdens wedstrijden, omroepuitzendingen en met plaatopnames bereiken. Van 1935 tot 1970 was hij fulltime dirigent van de "Fairey FP (Music) Band".
Tussen 1933 en 1940 was Mortimer kornetsolist bij het Hallé Orchestra in Manchester, bij het Royal Liverpool Philharmonic Orchestra alsook bij het BBC Northern Orchestra. In de tijd van 1936 tot 1940 was Mortimer docent voor trompet aan het Royal Northern College of Music in Manchester. In 1942 nom hij ontslag als solokornettist bij de grote Britse orkesten en werd supervisor voor blaasorkesten en brassbands bij de British Broadcasting Corporation (BBC). In deze functie bleef hij tot 1964.
Grote bekendheid verwierf Mortimer als dirigent van zogenoemde massaconcerten bij de festivals en wedstrijden van de brassband-wereld. Deze concerten werden meestal op langspeelplaten opgenomen. Mortimer bracht de John Foster Black Dyke Mills Band alsook de Grimethorpe Colliery Band op het podium van de prachtvolle Proms-concerten in de Royal Albert Hall in Londen.

## Trivia
The Worshipful Company of Musicians reikt sinds 1995 een Harry Mortimer Medal uit. In 1993 werd door de zoon Martin Rupert Harry Mortimer Frics de Harry Mortimer Memorial Fund opgericht.

## Composities

### Werken voor harmonieorkest of brassband
- Alpine Echoes
- Sleigh Ride[3]
- The Medallion

### Kamermuziek
- Mac and Mort, voor kornet en piano

## Media
1. ↑  Internetpagina van The Worshipful Company of Musicians (gearchiveerd)
2. ↑  Internetpagina van Open Charities
3. ↑  Sleigh Ride door "Fairey Aviation Works Band"